# マクモリス (護衛駆逐艦)
| 画像をアップロード | |
| 艦歴               | |
| 発注               | |
| 起工               | 1958年11月15日                                                                                      |
| 進水               | 1959年5月26日                                                                                       |
| 就役               | 1960年3月4日                                                                                        |
| 退役               | 1974年12月16日                                                                                      |
| その後             | インドネシア海軍に移管                                                                              |
| 除籍               | |
| 性能諸元           | |
| 排水量             | 基準：1,314トン 満載：1,970トン                                                                     |
| 全長               | 312 ft (95.1 m)                                                                                     |
| 全幅               | 38.9 ft (11.84 m)                                                                                   |
| 吃水               | 満載：12.1 ft (3.7 m)                                                                               |
| 機関               | マルチプル・ディーゼル方式 フェアバンクス・モース38ND-1/8 ディーゼルエンジン (1,700 bhp)4基 1軸推進 |
| 最大速             | 20-22ノット                                                                                         |
| 乗員               | 士官12名、兵員159名                                                                                 |
| 兵装               | Mk.34 3インチ単装速射砲2基                                                                          |
| 兵装               | ヘッジホッグMk.11対潜迫撃砲2基                                                                      |
| 兵装               | Mk 32 3連装短魚雷発射管2基                                                                          |
| 兵装               | 爆雷投下軌条（竣工時）1条                                                                           |
| FCS                | Mk.70 砲FCS1基                                                                                      |
| FCS                | Mk.105 水中FCS1基                                                                                   |
| レーダ             | AN/SPS-6 対空捜索用1基                                                                              |
| レーダ             | AN/SPS-10 対水上捜索用1基                                                                           |
| ソナー             | AN/SQS-4 艦底装備1基                                                                                |

マクモリス (USS McMorris, DE-1036) は、アメリカ海軍の護衛駆逐艦。クロード・ジョーンズ級護衛駆逐艦の4番艦。艦名はチャールズ・マクモリス中将に因む。

## 艦歴
マクモリスは1958年11月15日にオハイオ州ロレインのアメリカン・シップビルディング社で起工した。1959年5月26日にルイジアナ州エイボンデールのエイボンデール・マリンウェイズ社でチャールズ・マクモリス夫人（マクモリス中将の未亡人）によって命名、進水し、1960年3月4日に艦長マーティン・デニー少佐の指揮下就役した。
東海岸での整調後、マクモリスはサンディエゴへ移動、巡洋駆逐戦隊に合流した。1961年4月に初の6ヶ月に及ぶ極東配備に向かう。台湾海峡での偵察任務を行い、マクモリスは第7艦隊の対潜哨戒部隊に所属、また香港ではステーション艦の任務に従事し、日本海の各都市への友好訪問を行った。
その後の3度の極東配備も同様の物であった。1965年に母港が真珠湾に変更される。5月17日に真珠湾を出港、ベトナム沖に向かう。第5護衛戦隊の旗艦としてマーケットタイム作戦に参加、探索および監視任務に従事した。この配備中にマクモリスはベトナムの作戦地帯で艦砲射撃に参加した最初の護衛駆逐艦となった。マクモリスは8月後半にハワイへ戻り、その後南シナ海で作戦活動に従事、北太平洋および南太平洋に展開してその年を終えた。
1967年1月30日、真珠湾沖で対潜哨戒作戦任務に従事中、油槽船のトンビグビー (USS Tombigbee, AOG-11) と衝突、2名が死亡、7名が負傷した。
1973年7月1日に第39駆逐戦隊に配備となる。マクモリスは1974年12月16日に真珠湾で退役、除籍され、インドネシア海軍に移管された。インドネシアではングラ・ライ (KDI Ngurah Rai, D-3) と改名して活動、1982年には艦番号がD-344に変更された。ングラ・ライは2003年1月2日に退役した。

## 参照
- この記事はアメリカ合衆国政府の著作物であるDictionary of American Naval Fighting Shipsに由来する文章を含んでいます。 記事はここで閲覧できます。
- この記事はアメリカ合衆国政府の著作物でありパブリックドメインであるNaval Vessel Registerに由来する文章を含んでいます。 記事はここで閲覧できます。